# Txillardegi
José Luis Álvarez Emparanza o Enparantza (San Sebastián, 27 de septiembre de 1929-San Sebastián, 14 de enero de 2012), más conocido por el seudónimo de Txillardegi, fue un lingüista, político y escritor español en euskera y uno de los fundadores de Euskadi Ta Askatasuna (ETA). Se le considera una de las personas que más ha influido en el nacionalismo vasco y la cultura vasca en la segunda mitad del siglo XX.

## Labor literaria
Txillardegi no era hablante nativo de euskera, sino que lo aprendió a los 17 años. Durante años también utilizó los seudónimos de "Igara", "Usako" y "Larresoro" en diferentes publicaciones en euskera. Su obra Leturiaren Egunkari Ezkutua se considera la primera novela moderna escrita en euskera y marcó un antes y un después en la literatura vasca.

## Labor política

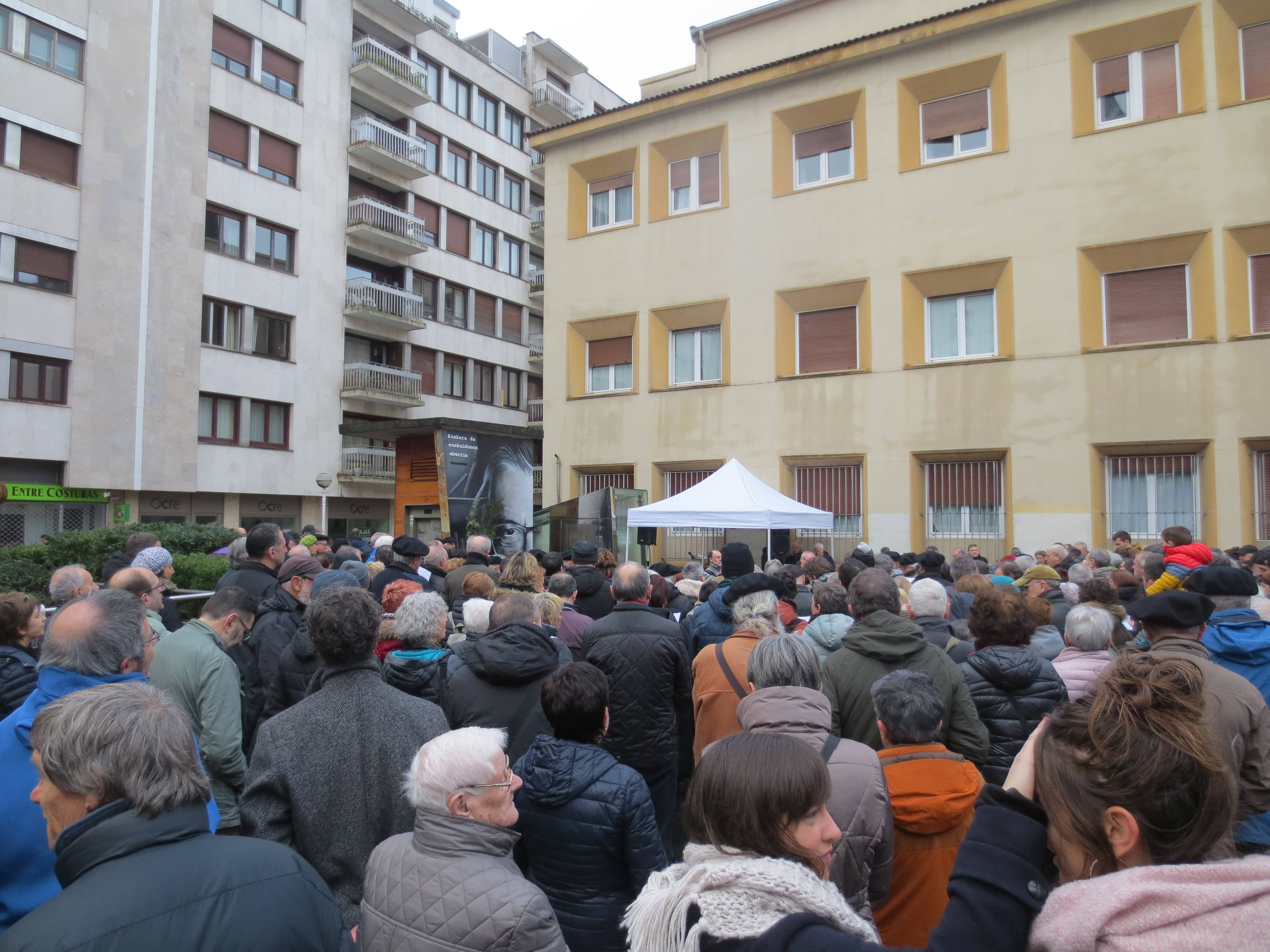
Tributo a Txillardegi en Antiguo, Donostia, 2018

Miembro del grupo Ekin en su juventud, defendió una concepción de lo vasco basada en la lengua, impulsando la defensa y el estudio del euskera. Por otro lado, fue uno de los fundadores de ETA en 1959, junto con un grupo de jóvenes nacionalistas, así como cabeza visible de la rama cultural del movimiento.
En 1967 abandonó ETA, y tras la muerte de Franco regresó al País Vasco en 1976 para dedicarse a la enseñanza del euskera en San Sebastián y fundar el Partido Socialista Vasco (ESB-PSV). Txillardegi fue uno de los principales promotores de los intentos de crear un frente abertzale que conjugase a todos los grupos nacionalistas vascos. La más importante tentativa fue la Cumbre de Chiberta en 1977.
En 1978 participó en la fundación de la coalición Herri Batasuna como dirigente del partido ESB, del que fue expulsado en 1980, y fue elegido senador por la coalición abertzale en las elecciones generales de 1986 y 1989.
Al considerar que la estrategia armada era inviable, durante un tiempo militó en Aralar hasta que decidió desvincularse públicamente debido a que en 2007 ese partido participó en un acto de solidaridad con las víctimas de ETA organizado por el Gobierno Vasco y Aralar se presentó a las elecciones municipales en coalición con Ezker Batua Berdeak. En las elecciones generales de 2008, se anunció su presencia en la candidatura al Senado de ANV por la circunscripción de Guipúzcoa, que no llegó a presentarse al suspenderse judicialmente las actividades de este partido.

## Obra
La base de datos Inguma recoge referencia a trabajos de Txillardegi. El trabajo Txillardegiren bibliografia 1956-1999 publicado por la Real Academia de la Lengua Vasca recoge más de 950 entradas bibliográficas.

### Narración
- Kosmodromo (1984, Haranburu).

### Novela
- Leturiaren egunkari ezkutua (1957, Euskaltzaindia). Reediciones: Leopoldo Zugaza (1977) y Elkar (1983).
- Elsa Scheelen (1969, Lur). Reediciones: Elkar (1978).
- Peru Leartzako (1960, Itxaropena). Reediciones: Elkar (1979).
- Haizeaz bestaldetik (1979, Egilea). Reediciones: Elkar (1988).
- Exkixu (1988, Elkar).
- Putzu (1999, Elkar).
- Labartzari agur (2005, Elkar).

### Ensayo
- Huntaz eta hartaz (1965, Goiztiri). Reediciones: Elkar (1983).
- Hizkuntza eta pentsakera (1972, Gero-Mensajero).
- Sustrai bila. Zenbait euskal koropilo (1970, Irakur Saila).
- Euskal Herritik erdal herrietara (1978, editado por el propio autor).
- Euskal gramatika (1978, UEU).
- Euskal kulturaren zapalketa 1956-1981 (1984, Elkar).
- Soziolinguistika matematikoa (1994, UEU): En colaboración con Xabier Isasi.
- Euskal Herria helburu (1994, Txalaparta).
- Lingua Navarrorum (1996, Orain).
- Euskal Herria en el horizonte (1997, Txalaparta, ISBN 978-84-8136-086-8).
- Euskararen aldeko borrokan (2004, Elkar).

### Lingüística
- Euskara batua zertan den (1974, Jakin).
- Oinarri bila (1977, editado por el propio autor).
- Euskal gramatika (1978, Ediciones Vascas).
- Euskal fonologia (1980, editado por el propio autor).
- Euskal dialektologia (1983, editado por el propio autor).
- Euskal azentuaz (1984, Elkar).
- Elebidun gizartearen azterketa matematikoa (1984, UEU).

### Autobiografía
- Gertakarien lekuko (1985, Haranburu).

### Historia
- Antigua 1900 (1991, Kutxa).
- Santa Klara, gure uharte ezezaguna (2004, Kutxa).